# Śpiew alikwotowy
Śpiew alikwotowy – rodzaj śpiewu, w którym śpiewak wykorzystuje zjawisko rezonansu i formanty powstające podczas śpiewania, gdy powietrze płynące z płuc przechodzi przez więzadła głosowe i przez jamę ustną.
Sztuka wydobywania alikwotów łączy się z innymi technikami wokalnymi, np. śpiewem gardłowym.

## Sposób śpiewania
Poszczególne składowe harmoniczne (składowa podstawowa i alikwoty) fali dźwiękowej głosu mogą być nagłaśniane poprzez zmianę kształtu jamy ustnej, krtani i gardła. Zjawisko to pozwala śpiewakowi na wydobycie pozornie więcej niż jednej wysokości dźwięku w tym samym czasie (podstawowej składowej i wybranych alikwotów), podczas gdy w rzeczywistości jego struny głosowe wytwarzają jeden dźwięk o częstotliwości podstawowej.

## Rodzaje śpiewu alikwotowego

### Azja

#### Tuwa
Śpiew alikwotowy praktykowany jest przez mieszkańców Tuwy w południowej części Syberii. Tradycja ta sięga dalekiej przeszłości. W regionie tym istnieje wiele stylów takiego śpiewu, do których zaliczają się sygyt (сыгыт), kargyraa (каргыраа), chöömej (хөөмей), czylandyk (чыландык), dumczuktaar (думчуктаар), borbangnadyr (борбаңнадыр) i ezenggiler (эзеңгилер).

#### Ałtaj i Chakasja
W sąsiadujących z Tuwą republikach, Ałtaju po zachodniej stronie i Chakasji po stronie północno-zachodniej, wykształciły się formy śpiewu alikwotowego zwane „kai” lub „khai””. W Ałtaju śpiew alikwotowy wykonywany jest w czasie występów, podczas których narrator śpiewa poemat przy akompaniamencie topszuru. Wykonawcy śpiewają w stylach kargyraa, chöömej i sygyt, podobnych do tuwińskich. Wykształcili także własny styl, wywodzący się ze stylu kargyraa.

#### Półwysep Czukocki
Śpiew alikwotowy wykonywany jest także przez Czukczów na Półwyspie Czukockim.

#### Mongolia
W Mongolii śpiew alikwotowy spotykany jest przede wszystkim w zachodniej części kraju. Śpiew chöömej (хөөмий) można podzielić na następujące kategorie (w zależności od części układu oddechowego, przy pomocy których śpiewający uzyskuje alikwoty):
- uruulyn (уруулын)
- tagnajn (тагнайн)
- chamryn (хамрын)
- bagaldzuuryn, choolojn (багалзуурын, хоолойн)
- ceedżin chöndij, chewlij (цээжин хөндий, хэвлий)
- türlegt, chosmoldżin chöömij (түрлэгт, хосмолжин хөөмий)
- sygit

Mongołowie śpiewają też w stylu znanym jako „charchiraa” (хархираа).

#### Tybet
Istnieje kilka stylów tybetańskiego śpiewu gardłowego, takich jak Gyuke – styl o najniższej wysokości głosu, Dzoke i Gyer.

#### Uzbekistan i Kazachstan
Poematy śpiewane w Kazachstanie i uzbeckim regionie Karakałpacja przybierają czasami formę śpiewu gardłowego.

#### Hokkaido
Ajnowie z Hokkaido w Japonii praktykowali kiedyś rodzaj śpiewu gardłowego zwany rekuhkara. Ostatni śpiewak tego stylu zmarł w 1976, jednak zachowało się kilka nagrań dokumentujących go.

### Europa

#### Baszkiria
Baszkirzy z Baszkirii śpiewają w stylu zwanym özläü (w języku baszkirskim Өзләү), który jednak jest na wymarciu. Dodatkowo Baszkirzy śpiewają czasem w tym stylu podczas gry na flecie kurai, instrumencie narodowym. Podobna technika śpiewania podczas gry na flecie spotykana jest także w muzyce ludowej Bałkanów i Węgier.

#### Sardynia
Jeden ze stylów śpiewu polifonicznego spotykanego w Barbagii na Sardynii nosi cechy śpiewu alikwotowego.

#### Europa Północna
Lapończycy z północnych części Szwecji, Norwegii, Finlandii i Półwyspu Kolskiego w Rosji śpiewają w stylu zwanym joik. Wprawdzie śpiew alikwotowy nie jest charakterystyczną cechą joików, jednak niektórzy śpiewacy wykorzystują alikwoty podczas śpiewania joików.

### Ameryka Północna

#### Kanada
Obecnie ma miejsce odrodzenie tradycji śpiewu katajjaq pomiędzy Inuitami w Kanadzie. Ten rodzaj muzykowania przypomina bardziej grę niż styl muzyczny. Kobiety inuickie stoją twarzą w twarz i śpiewają wykorzystując wzajemnie swoje usta jako rezonatory.

### Afryka

#### Afryka Południowa
Kobiety z ludu Xhosa w Republika Południowej Afryki śpiewają w stylu zwanym eefing, któremu często towarzyszą śpiewy w formule call and response.

## Inne przypadki śpiewu alikwotowego
W latach 20. XX wieku teksański muzyk Arthur Miles stworzył niezależny styl śpiewu alikwotowego, podobny do stylu sygyt, jako dodatek do jodłowania wykorzystywanego w muzyce country.
Począwszy od lat 60. niektórzy współpracowali z tradycyjnymi śpiewakami gardłowymi, bądź sami próbowali swoich sił w tym zakresie.
Niektórzy z nich to Collegium Vocale Köln, Michael Vetter, Christian Zehnder, David Hykes, Jim Cole, Ry Cooder, Paul Pena, Demetrio Stratos.
Paul Pena wziął udział w filmie dokumentalnym Genghis Blues, który opowiada historię jego wyprawy do Tuwy, w celu wzięcia udziału w dorocznych zawodach w śpiewie alikwotowym. Film zdobył nagrodę na Sundance Film Festival w 1999 i był nominowany do Oscara w 2000.
Tuwińska śpiewaczka Sainkho Namtchylak współpracowała z muzykami free jazzu takimi jak Evan Parker i Ned Rothenberg. Lester Bowie i Ornette Coleman pracowali z Tenores di Bitti, a Eleanor Hovda napisała utwór korzystając ze stylu śpiewania Xhosa.
W Irlandii grupa Anúna przywróciła do życia technikę śpiewu alikwotowego wspomnianą w manuskrypcie Cath Almaine z VIII wieku.
Kilkoro kompozytorów muzyki współczesnej włączyło śpiew alikwotowy do swoich utworów (wśród nich Karlheinz Stockhausen z utworem Stimmung z 1968 r.).